# Динчмен, Филиз
Филиз Динчмен (род. 24 июля 1939, Зонгулдак) — турецкий дипломат, первая женщина-посол Турции в другой стране.

## Биография
В 1956 году Филиз Динчмен окончила школу для девочек в Анкаре. В 1956—1960 году училась на факультете политических наук университета Анкары, получила там степень бакалавра искусств.
Затем работала в министерстве иностранных дел. В период между августом 1965 года по январь 1968 года Динчмен работала в Постоянном представительстве Турции при ООН в Нью-Йорке, занимала должности второго и первого секретаря.
В 1968—1970 годах работала первым секретарём в посольстве Турции в Иране. В 1972—1976 годах — первым секретарём и советником Постоянном представительстве при Общем рынке. В 1976—1980 годах возглавляла отдел международных отношений.
В сентябре 1982 года — ноябре 1984 года занимала должность посла Турции в Нидерландах. Филиз Динчмен стала первой женщиной-послом Турции в другой стране. В 1984—1988 годах занимала должность посла Турции в Совете Европы.
В 1993—1997 годах Динчмен занимала должность посла Турции в Австрии. В 2001 году была назначена послом в Ватикане и на Мальте, занимала эти должности до 2004 года. После возвращения в Турцию вышла на пенсию по возрасту.